# Neozimiris chickeringi
Neozimiris chickeringi är en spindelart som beskrevs av Norman I. Platnick och Mohammad U. Shadab 1976. Neozimiris chickeringi ingår i släktet Neozimiris och familjen Prodidomidae.
Artens utbredningsområde är Panama. Inga underarter finns listade i Catalogue of Life.